# Auchenipteridae

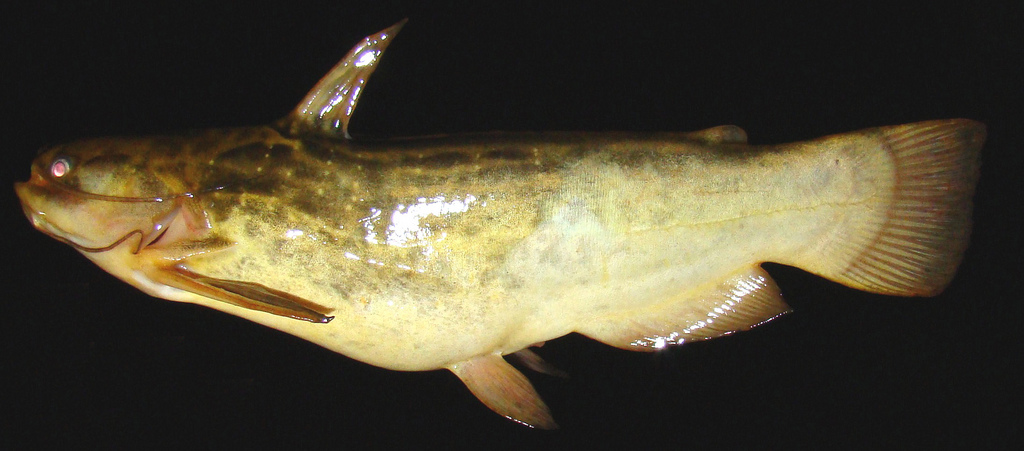
Trachelyopterus lucenai

Auchenipteridae è una famiglia di pesci ossei d'acqua dolce appartenente all'ordine Siluriformes.

## Distribuzione e habitat
Sono diffusi in America centrale (solo a Panama) e meridionale tropicale, a sud fino all'Argentina. Sono particolarmente comuni nei fiumi amazzonici. Pseudauchenipterus nodosus vive anche in acqua salmastra.

## Descrizione
Gli Auchenipteridae hanno pinna dorsale breve e munita di una spina robusta, la pinna anale è invece lunga. Anche nelle pinne pettorali c'è una spina. La pinna adiposa può essere o meno presente. Scaglie assenti. In quasi tutte le specie ci sono tre paia di barbigli di cui il più lungo è quello mascellare.
Ageneiosus inermis raggiunge 60 cm di lunghezza, le altre specie sono quasi tutte sotto i 20 cm.

## Biologia

### Riproduzione
Ageneiosus inermis ha fecondazione interna.

## Pesca
Le specie più grandi vengono sfruttate dalla pesca commerciale e artigianale in Amazzonia.

## Acquariofilia
Alcune specie sono allevate in acquario.

## Specie
- Genere Ageneiosus
  - Ageneiosus atronasus
  - Ageneiosus brevis
  - Ageneiosus inermis
  - Ageneiosus magoi
  - Ageneiosus marmoratus
  - Ageneiosus militaris
  - Ageneiosus pardalis
  - Ageneiosus piperatus
  - Ageneiosus polystictus
  - Ageneiosus ucayalensis
  - Ageneiosus uranophthalmus
  - Ageneiosus vittatus
- Genere Asterophysus
  - Asterophysus batrachus
- Genere Auchenipterichthys
  - Auchenipterichthys coracoideus
  - Auchenipterichthys longimanus
  - Auchenipterichthys punctatus
  - Auchenipterichthys thoracatus
- Genere Auchenipterus
  - Auchenipterus ambyiacus
  - Auchenipterus brachyurus
  - Auchenipterus brevior
  - Auchenipterus britskii
  - Auchenipterus demerarae
  - Auchenipterus dentatus
  - Auchenipterus fordicei
  - Auchenipterus menezesi
  - Auchenipterus nigripinnis
  - Auchenipterus nuchalis
  - Auchenipterus osteomystax
- Genere Centromochlus
  - Centromochlus altae
  - Centromochlus concolor
  - Centromochlus existimatus
  - Centromochlus heckelii
  - Centromochlus macracanthus
  - Centromochlus megalops
  - Centromochlus meridionalis
  - Centromochlus perugiae
  - Centromochlus punctatus
  - Centromochlus reticulatus
  - Centromochlus romani
  - Centromochlus schultzi
  - Centromochlus simplex
- Genere Entomocorus
  - Entomocorus benjamini
  - Entomocorus gameroi
  - Entomocorus melaphareus
  - Entomocorus radiosus
- Genere Epapterus
  - Epapterus blohmi
  - Epapterus dispilurus
- Genere Gelanoglanis
  - Gelanoglanis nanonocticolus
  - Gelanoglanis stroudi
  - Gelanoglanis travieso
- Genere Glanidium
  - Glanidium albescens
  - Glanidium bockmanni
  - Glanidium botocudo
  - Glanidium catharinensis
  - Glanidium cesarpintoi
  - Glanidium leopardum
  - Glanidium melanopterum
  - Glanidium ribeiroi
- Genere Liosomadoras
  - Liosomadoras morrowi
  - Liosomadoras oncinus
- Genere Pseudauchenipterus
  - Pseudauchenipterus affinis
  - Pseudauchenipterus flavescens
  - Pseudauchenipterus jequitinhonhae
  - Pseudauchenipterus nodosus
- Genere Pseudepapterus
  - Pseudepapterus cucuhyensis
  - Pseudepapterus gracilis
  - Pseudepapterus hasemani
- Genere Pseudotatia
  - Pseudotatia parva
- Genere Spinipterus
  - Spinipterus acsi
- Genere Tatia
  - Tatia aulopygia
  - Tatia boemia
  - Tatia brunnea
  - Tatia carolae
  - Tatia caxiuanensis
  - Tatia dunni
  - Tatia galaxias
  - Tatia gyrina
  - Tatia intermedia
  - Tatia jaracatia
  - Tatia marthae
  - Tatia meesi
  - Tatia musaica
  - Tatia neivai
  - Tatia nigra
  - Tatia strigata
- Genere Tetranematichthys
  - Tetranematichthys barthemi
  - Tetranematichthys quadrifilis
  - Tetranematichthys wallacei
- Genere Tocantinsia
  - Tocantinsia piresi
- Genere Trachelyichthys
  - Trachelyichthys decaradiatus
  - Trachelyichthys exilis
- Genere Trachelyopterichthys
  - Trachelyopterichthys anduzei
  - Trachelyopterichthys taeniatus
- Genere Trachelyopterus
  - Trachelyopterus albicrux
  - Trachelyopterus amblops
  - Trachelyopterus analis
  - Trachelyopterus brevibarbis
  - Trachelyopterus ceratophysus
  - Trachelyopterus coriaceus
  - Trachelyopterus fisheri
  - Trachelyopterus galeatus
  - Trachelyopterus insignis
  - Trachelyopterus isacanthus
  - Trachelyopterus lacustris
  - Trachelyopterus leopardinus
  - Trachelyopterus lucenai
  - Trachelyopterus peloichthys
  - Trachelyopterus striatulus
  - Trachelyopterus teaguei
- Genere Trachycorystes
  - Trachycorystes cratensis
  - Trachycorystes menezesi
  - Trachycorystes porosus
  - Trachycorystes trachycorystes[2]